# フィリッピ・コレクション

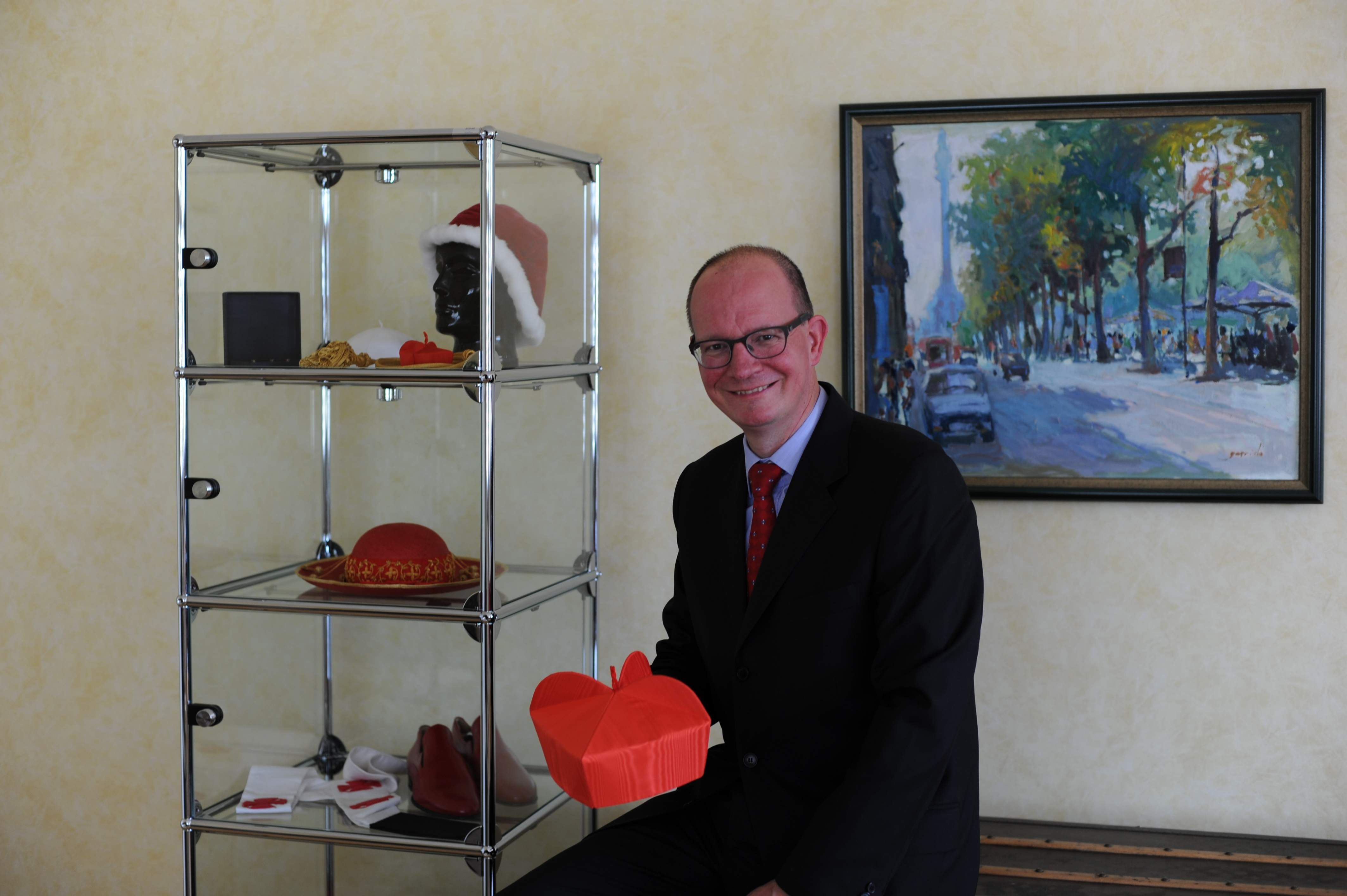
最初の収集品を手にするディーター・フィリッピ

フィリッピ・コレクション（Sammlung Philippi）は、ある情報通信企業で役員を務める企業家で、 ザールブリュッケン出身のディーター・フィリッピ（Dieter Philippi）が収集するプライベート・コレクションである。その内容は、信仰、宗教、心霊などに関連を持つ世界中の冠物である。

## コレクション

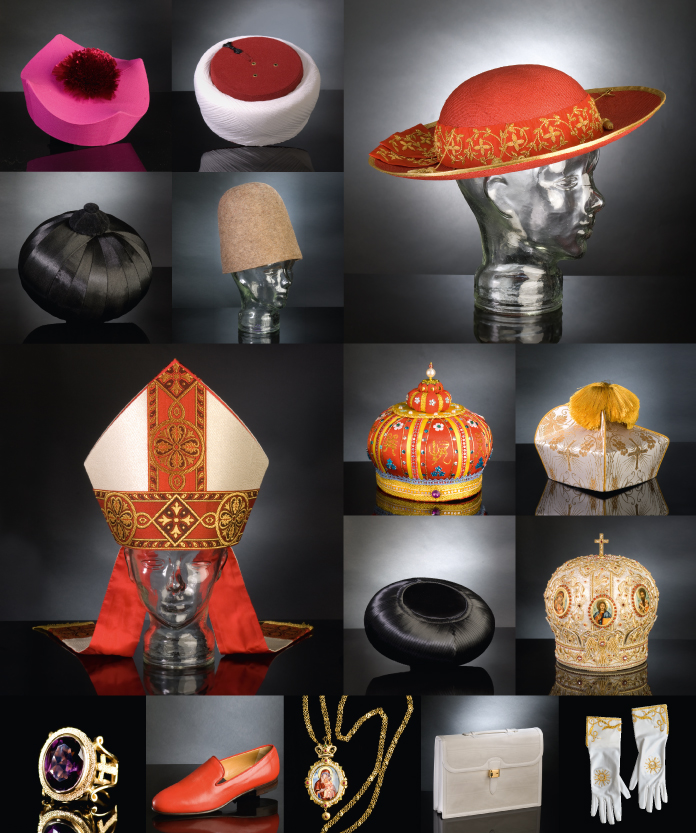
フィリッピ・コレクションの収集品

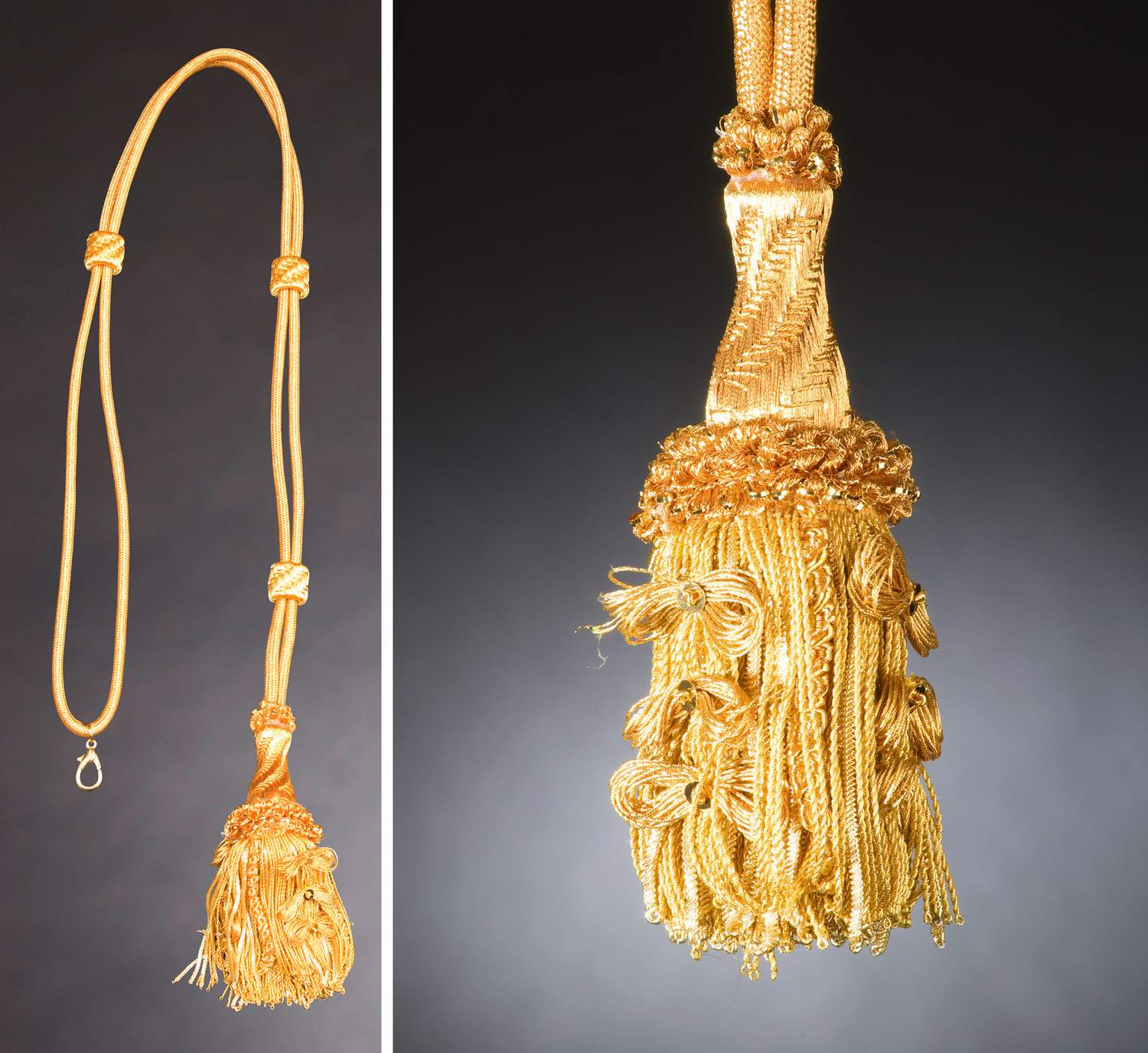
ゴールドの胸飾りの紐－ローマカトリック教会でローマ教皇が着用する

コレクションは、キリスト教（正教会・東方諸教会・カトリック教会・聖公会・プロテスタント・アナバプテスト・自由教会）、イスラム教、ユダヤ教、カオダイ教、神道、仏教、シク教、スーフィズム、その他の信仰共同体に発する冠物に焦点を当て、その数は500点を上回る。
それに加え、聖職者や教会の分野で見られる装身具が100点を超え、例えば、ローマ教皇の靴や手袋、パリウム（大司教用の肩衣）、カトリック高位聖職者が身に着ける胸の十字架、スータンの腕章、枢機卿のショール、その他、多数がある。
さらに、コレクションは、胸飾りの紐（縒り紐）を52点を擁し、一部には、手間と時間を惜しまぬハンドクラフトの紐細工から製作されたものがある。 ローマカトリック教会で、ローマ教皇、枢機卿、司教、大修道院長といった人々が胸の十字架（ペクトラル）を身に装着するときは、こうした胸飾りの紐を使用する。

## 場所
コレクションは、現在のところ公開展示は行われていないが、電話で事前連絡しておけば、興味を持った来訪者が見学できるよう開館してもらえる。コレクションの所在地は、ザールラント州キルケル（Kirkel）である。

## モチーフとデザイン
当初、こうした冠り物には、保護具としての機能があった。 歴史の経過につれ、これにシンボルとしての機能が加わっていく。 冠物は、人々の出自、地位、職業、所属、ヒエラルキーを識別するラベルとなったのである。 最後が、装飾品としての機能である。 
宗教や聖職者関係の冠り物は、一つのグループとして、帽子の世界では、ささやかな一分野を形成する。 それぞれの組織などを代表する、あるいは、顕職にある人々が装着し、そうしたやんごとなき選ばれし少数者の帰属と地位を知らしめるのである。 その上、希少で高価、貴重な素材から仕立てたり、貴金属や宝石を加工したりで、装飾品としての機能を持たせた冠物も中にはある。 ただし今日、装飾品としての機能は二の次になっている。 

## 展示会
- 2010年10月 - 2011年7月：ドレスデンのドイツ衛生博物館（das Deutsche Hygiene-Museum）では、「宗教というエネルギー」（Kraftwerk Religion）のテーマで展示が行われ、その一隅にフィリッピ・コレクションの一部が出展される。
- 2011年3月 - 4月：ザールブリュッケン貯蓄銀行本店（Hauptstelle, Sparkasse Saarbrücken）、ドイツ・ザールブリュッケン市ノイマルクト（Neumarkt, Saarbrücken）

## ギャラリー

フィリッピ・コレクションから選り抜いた冠り物などの収集品
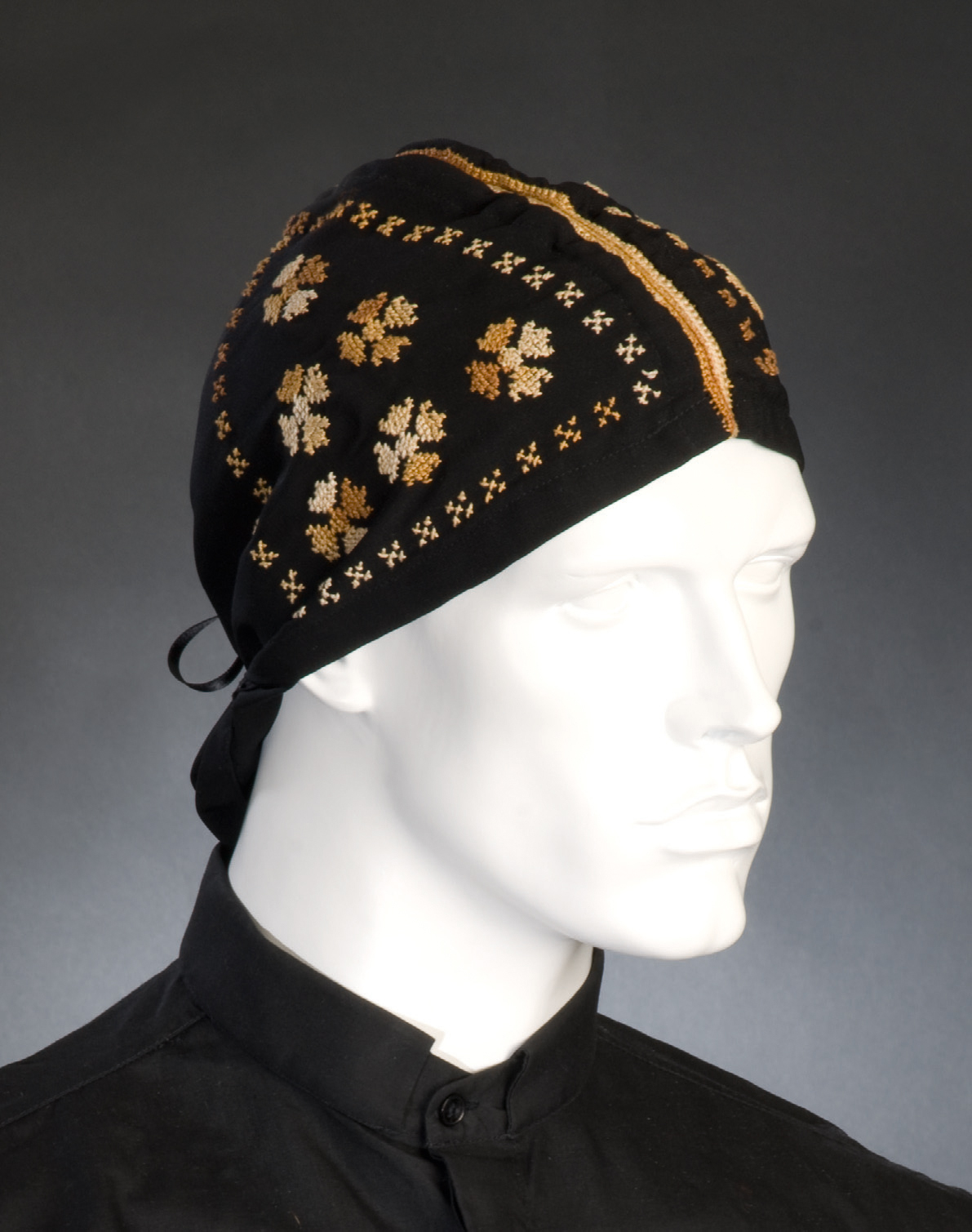
カランスワ（Kalansuwa）－コプト正教会 で修道士に属する主教、司祭がかぶる
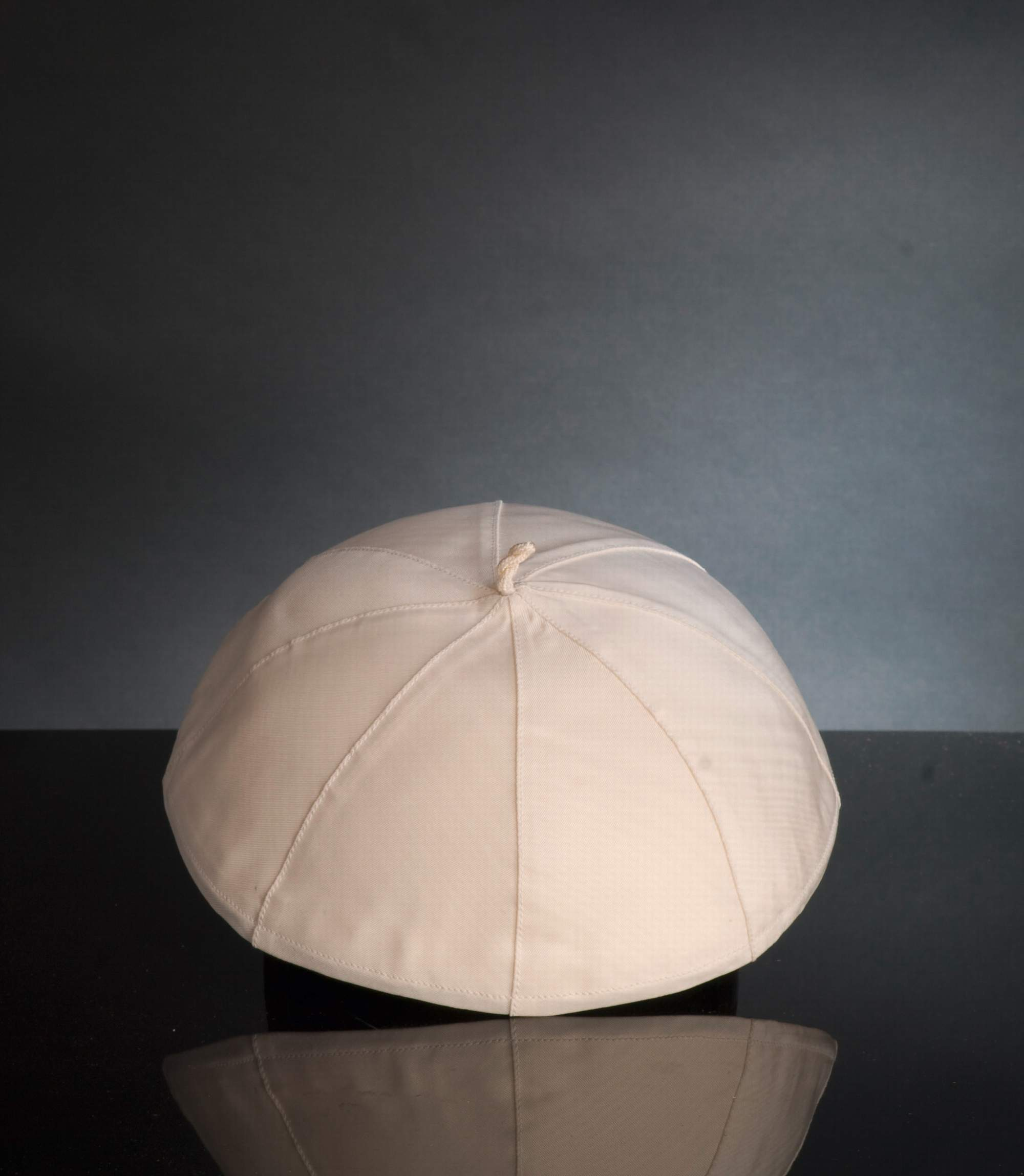
カロッタ（ズケット）は白い絹を素材とし、教皇がかぶる
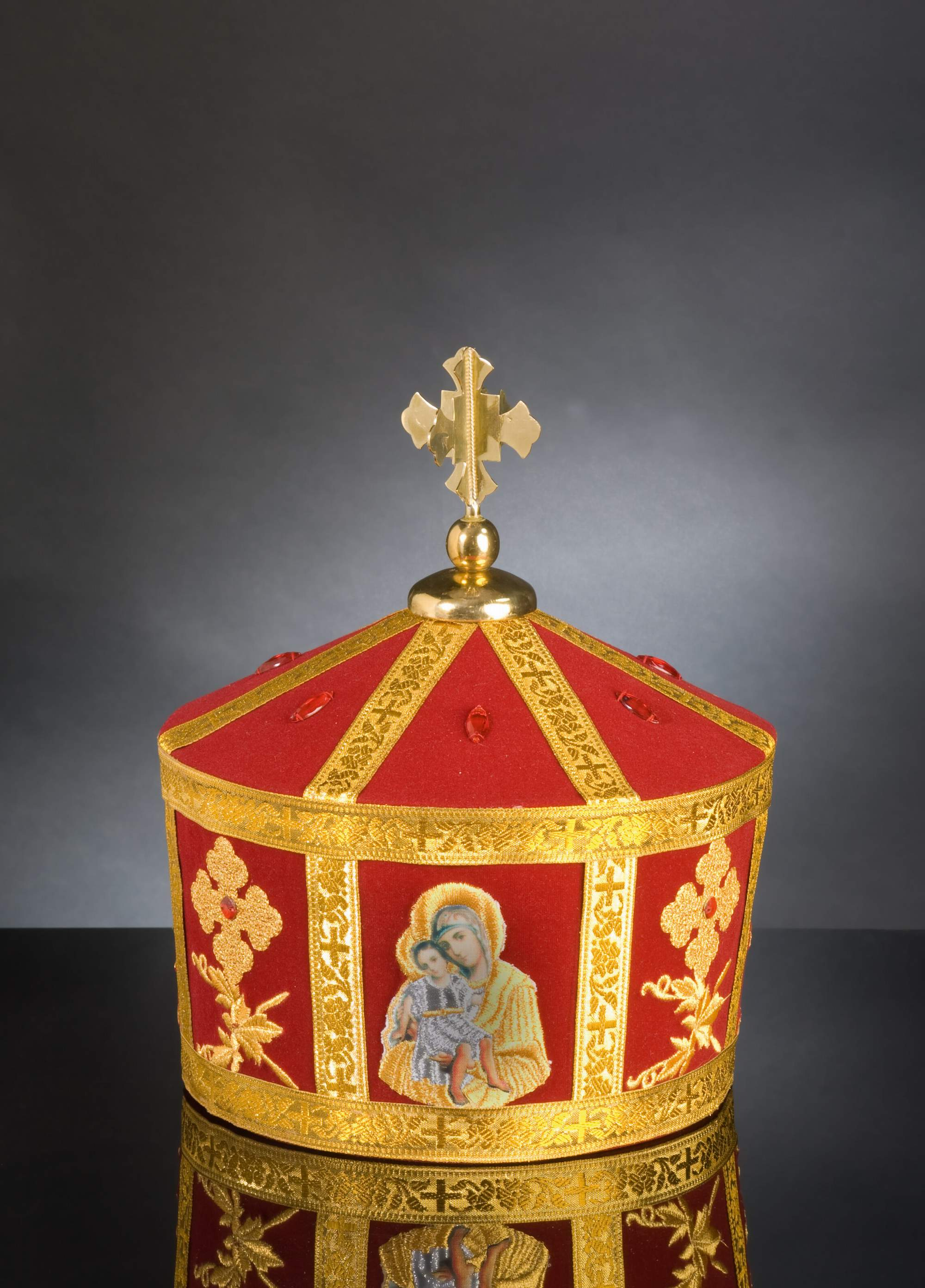
Sagharvart－アルメニア使徒教会で首席司祭がかぶる
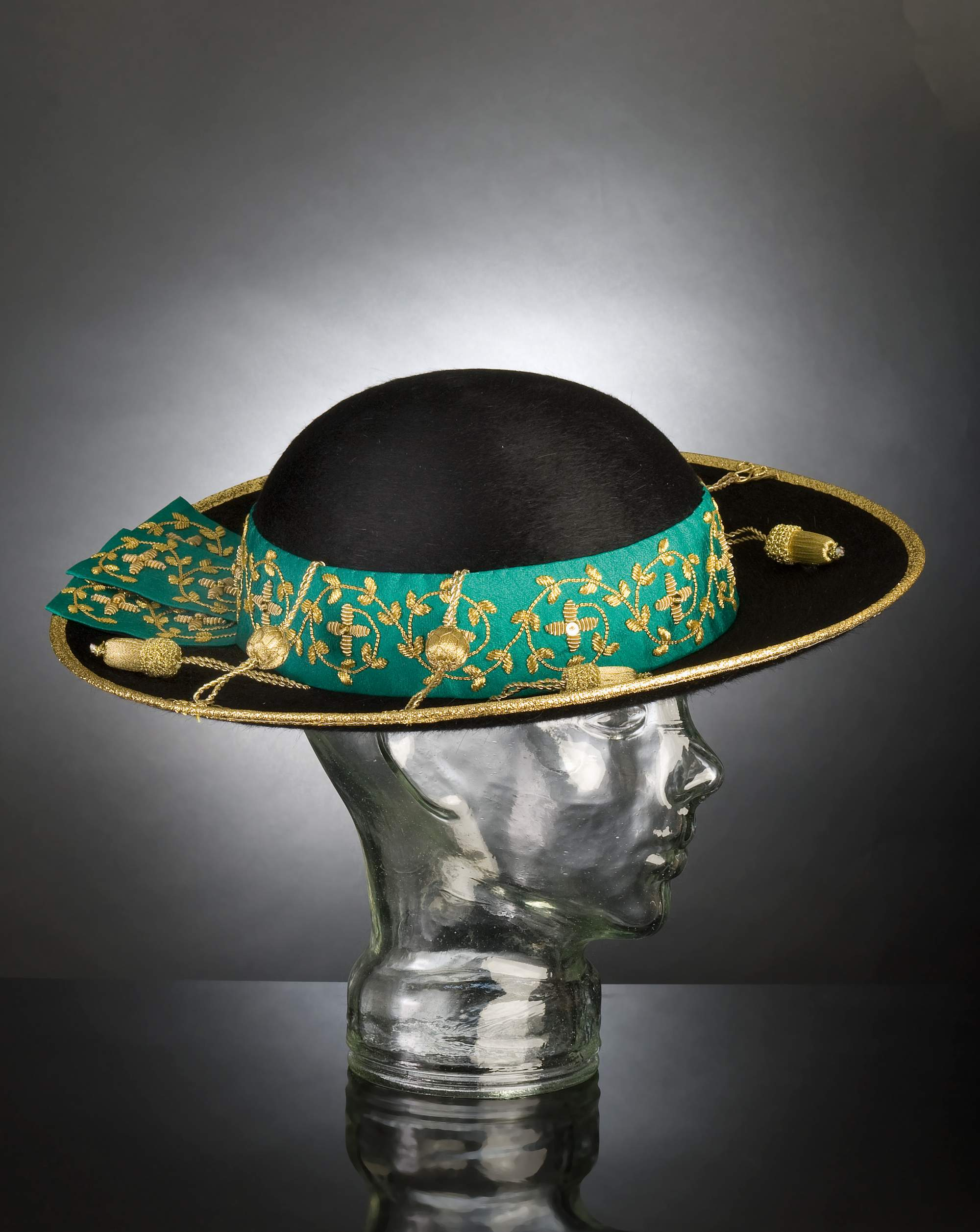
Saturno（Cappello Romano）－大主教がかぶり、ゴールドのワイヤーとブイヨンを使用した、手間と時間に贅を凝らした刺繍付き
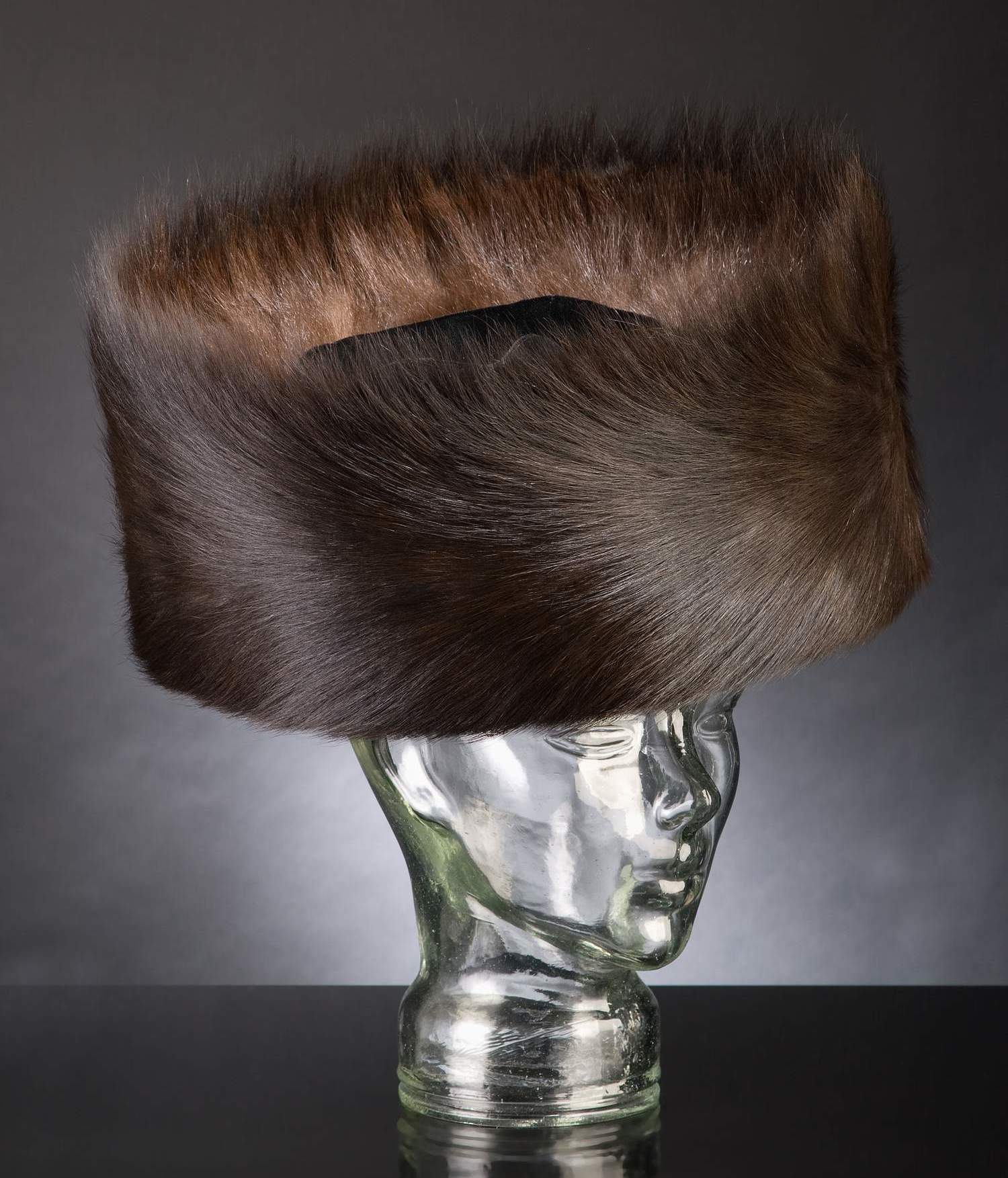
Schtreimel - 安息日や祝祭日に ハシディズム がかぶる
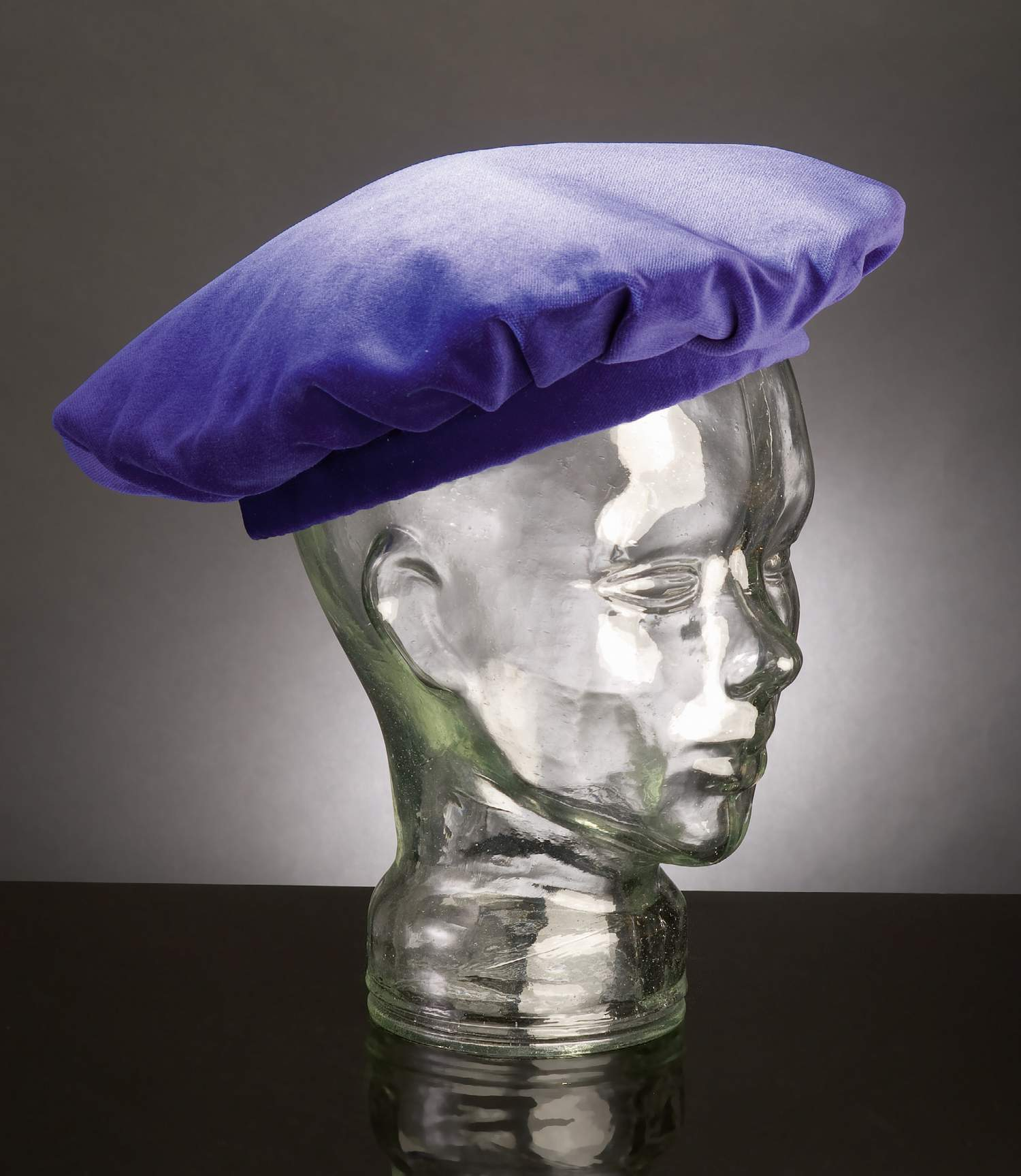
ドイツ、Kurhessen-Waldeck地方のビレッタ－教会外の礼拝で着用する僧服に合わせ、 プロテスタントの牧師がかぶる
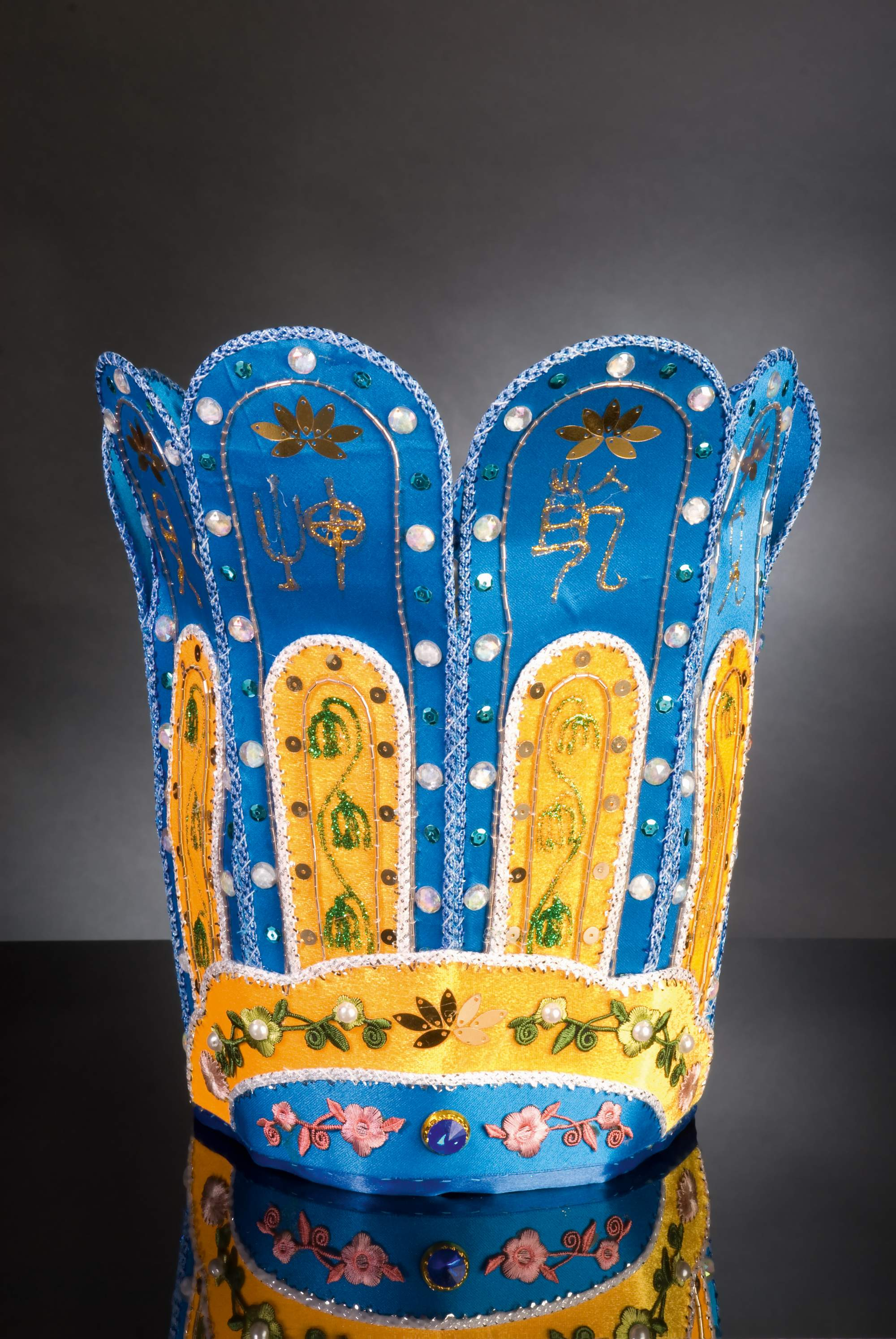
Tam Quam Mao－ベトナムのカオダイ教 で道教を象徴する。青の党の枢機卿がかぶる
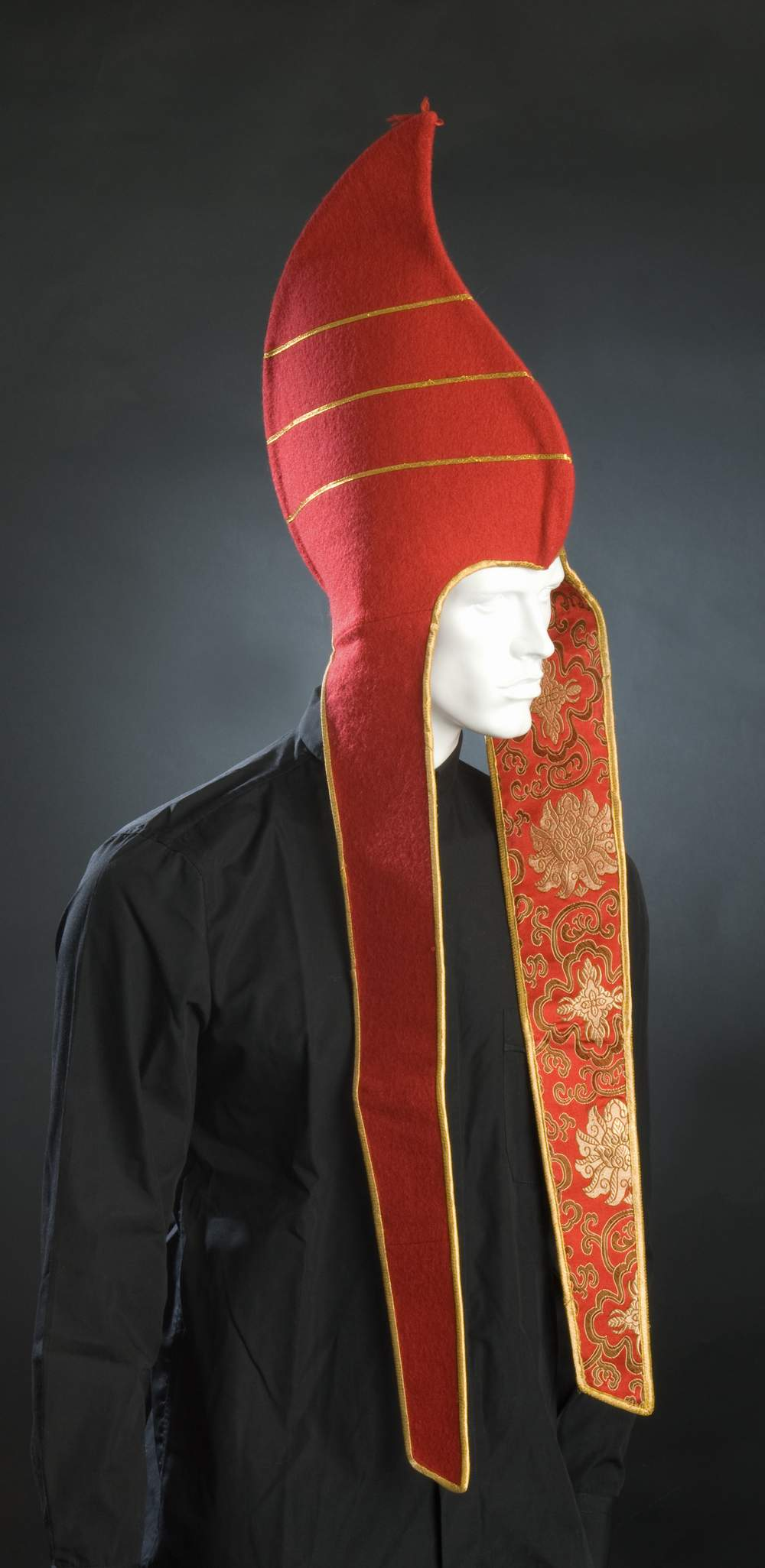
Pan Zva（長い垂れ耳付きの帽子）－チベット仏教でニンマ派の一党がかぶる
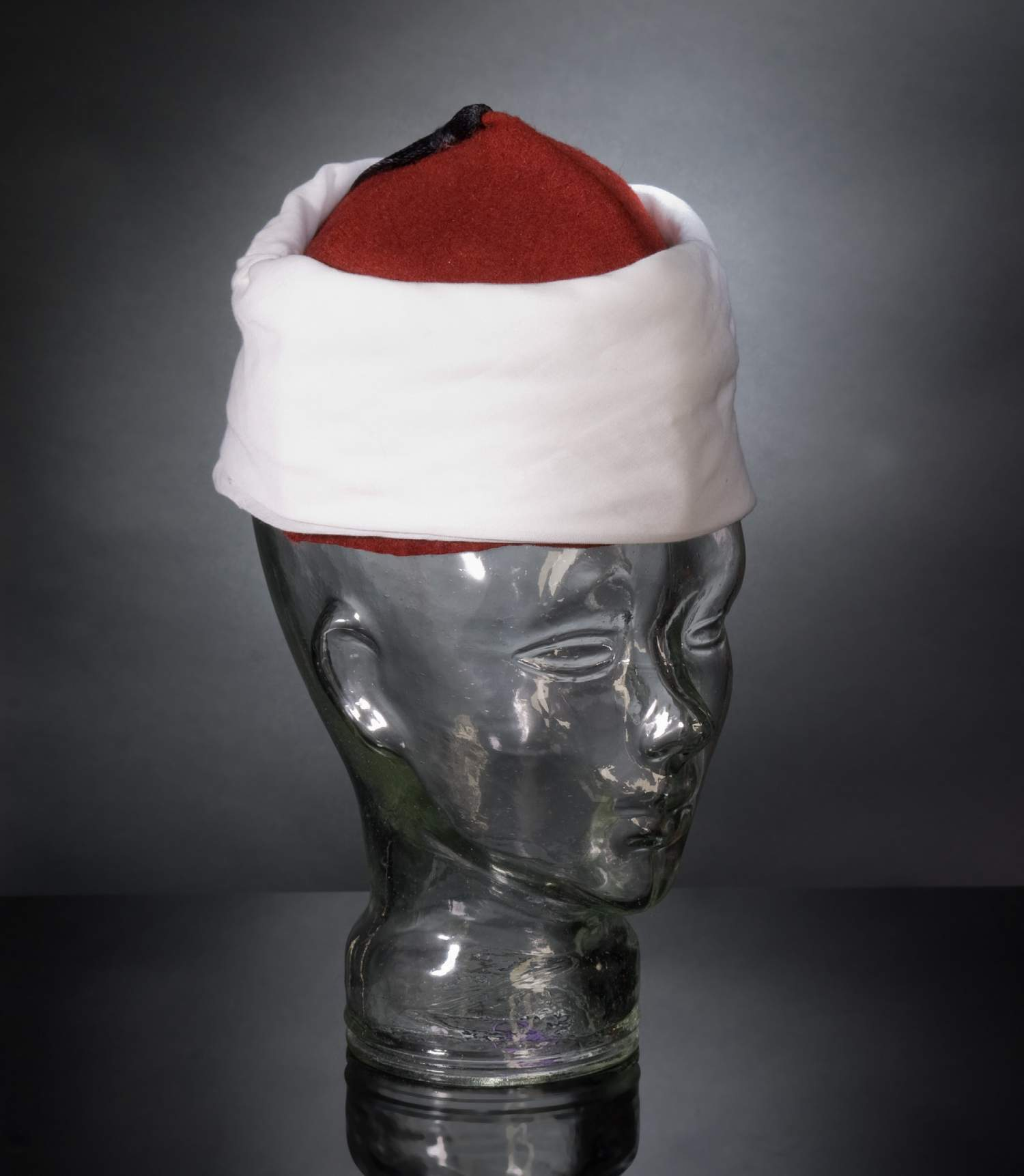
Imam Sarik－主にエジプトで、イスラム教のイマーム（礼拝指導者）がかぶる
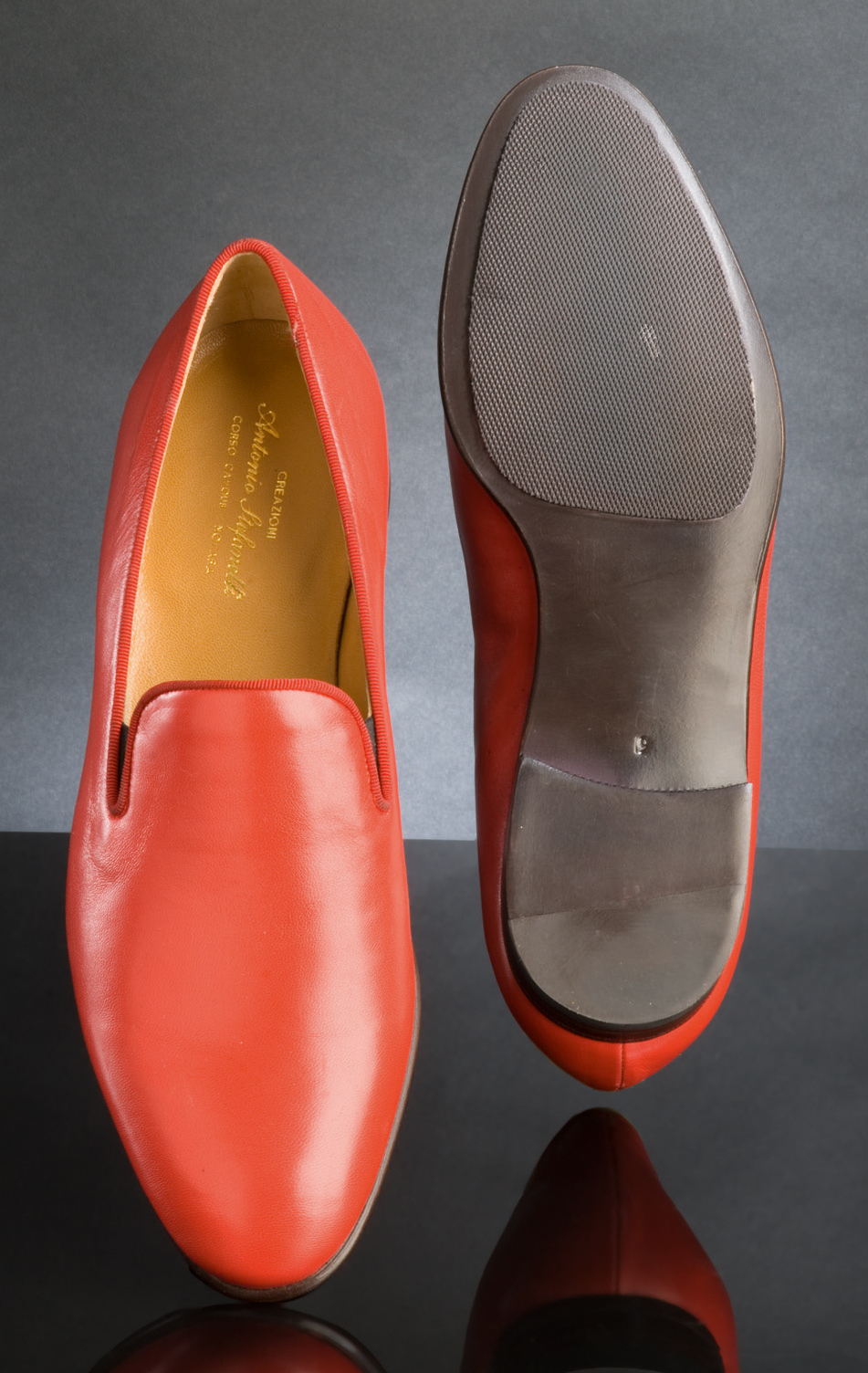
法王御用達、イタリア、ノバラ（Novara）の製靴職人アドリアーノ・ステファネッリ（Adriano Stefanelli）の手による赤い靴－ ローマ教皇ベネディクト16世が履く